# Wheel (Doom-Band)
Wheel ist eine 2006 als Ethereal Sleep gegründete Epic-Doom-Band.

## Geschichte
Wheel wurde im Jahr 2006 als Ethereal Sleep von dem Bassisten Marcus Grabowski, dem Sänger Arkadius Kurek und dem Gitarristen Benjamin Homberger gegründet. Der Schlagzeuger Carsten „Cazy“ Jercke wurde bald darauf Teil der Band. Im Frühjahr 2009 veröffentlichte die bereits zu Wheel umbenannte Band ein unbetiteltes Demo, das einen Vertrag mit Eyes like Snow begründete. Das selbstbetitelte Debütalbum wurde im Sommer 2009 von der Band aufgenommen und am 26. Februar 2010 über Eyes Like Snow veröffentlicht. Das Album wurde als „sofortiger Klassiker“ des Genres gelobt. Die Gruppe spiele einen Epic Doom, „der sich tatsächlich nicht hinter den großen Namen des Genres verstecken“ müsse. Mit den Stücken Lilith und Mills of God sei es der Band gelungen sich „ein eigenes Denkmal“ zu setzen.
Mit Icarus erschien am 30. August 2013, das ebenso erfolgreiche Folgealbum über Eyes Like Snow. Die Qualität der herausstechenden Stücke des Debüts habe die Gruppe mit dem Titelstück fortgeführt, während das Stück Misinterpretation of Kadar die Entwicklung der Gruppe aufzeige. Dabei habe die Band mit Icarus „bewiesen, dass sie im Doomgenre ganz groß mitmischen können.“ In der Zwischenzeit trat Wheel einige Male Live in Erscheinung und erspielte sich einen Ruf als eindrucksvolle Liveband. So folgten auf die Veröffentlichung weitere Konzerte mit abnehmender Auftrittsrate, mitunter bei tradierten Doom-Metal-Veranstaltungen wie dem Hammer of Doom und dem Malta Doom Fest, jedoch vorerst kein drittes Album. Ihren Auftritt beim Hammer of Doom veröffentlichte die Gruppe in Eigenregie als Download-Album über Bandcamp.
Die Aufnahmen des geplanten dritten Studioalbums verzögerten sich derweil durch private und berufliche Veränderungen der Musiker. Im Anschluss an das Malta Doom Metal Fest im Jahr 2017 beschloss Kurek die Band aus beruflichen Gründen zu verlassen. Die Band räumte rückblickend ein, dass „eine gewisse Unzufriedenheit“ über, die Verzögerungen der Aufnahmen ein weiterer optionaler Grund für den Ausstieg gewesen sein kann. An die Stelle Kureks trat vorübergehend Micha Baum von Midnight Rider. Baum ersetzte Kurek jedoch lediglich für eine kurze Zeit im Jahr 2018, bevor dieser der Band wieder beitrat.
Mit Preserved in Time erschien am 9. April 2021 über den neuen Vertragspartner Cruz del Sur Music das dritte Studioalbum der Band. Dies baue „die Stärken aus und feile an dem, was“ Wheel auszeichne „um das möglicherweise stärkste Album ihrer Geschichte zu präsentieren.“ Als „ein übergroßes Epic Doom-Monument“ und „Glanzstück ihres bisherigen Schaffens“ sei Preserved in Time „eine nahezu perfekte Epic-Doom-Veröffentlichung voller Emotionen, Kraft und lyrischer Magie“, die „in Artwork, […] Produktion und […] Songwriting […] internationale Klasse“ besitze. Mitunter wurde die Qualität des Album in Relation zu Genre-Klassikern „wie ‘Nightfall’ von Candlemass oder ‘Into the Depths of Sorrow’ von Solitude Aeturnus“ gesetzt. Und „vom zeitlichen Kontext befreit“, hätten Wheel in diesem Vergleich gar „die Nase vorn.“ Weniger euphorisch urteilte Markus Endres für Metal.de, dass Wheel „ganz klar von CANDLEMASS, SOLITUDE AETURNUS, TROUBLE, SOLSTICE und COUNT RAVEN beeinflusst“ seien, „[f]ür die überirdische Klasse der Meisterwerke dieser Referenzen fehle[…] ‚Preserved in Time‘ aber klar etwas die ganz großen, ewig bleibenden Hooks.“ Trotzdem erweise sich Preserved in Time als „ein in sich stimmiges, starkes Album des Epic Doom“.

## Stil
Wheel spielen Doom Metal, der sich Anfangs in Richtung des Traditional Doom von Saint Vitus und Reverend Bizarre neigte. Die traditionellen Inspirationen aus dem Blues waren noch deutlich vernehmbar. Dabei hob sich der Gesang „von der Masse ab“. Spätere Veröffentlichungen werden indes in die Traditionslinie des Epic Doom gestellt und mit Bands wie Candlemass und Solitude Aeturnus verglichen. Insbesondere der Gesang von Arkadius Kurek wird mit jenem des Solitude-Aeturnus-Sängers Robert Lowe verglichen. Das „zittrige[…] Timbre mit orientalischem Touch“ lasse „keinen Zweifel an der Ähnlichkeit zum Frontmann der texanischen Doomer aufkommen“. Die Musik kombiniere indes „[e]pische Melodien, wohlklingende Gitarren, ein sattes Drumming und viel Atmosphäre“.
Die Alben werden überwiegend direkt im Proberaum „natürlich aufgenommen, d. h. mit Mikrofonen, so wie man es traditionell kennt.“ Homberger der neben seinem Engagement als Musiker als Tontechniker und Produzent arbeitet begründete die Entscheidung damit, dass Wheel „live am besten“ sei. Die Texte verfasst der Sänger Kurek selbst. Inhalt seien „Dinge des Lebens. Kein Fantasy, alles eher realistisch und düster“. Die dabei bemühten Themen reichen von Liebe, Tod und Depression hin zu sozialer Ungerechtigkeit und persönlichen Erfahrungen.

## Diskografie
- 2009: Demo (Demo, Selbstverlag)
- 2010: Wheel (Album, Eyes like Snow)
- 2013: Icarus (Album, Eyes like Snow)
- 2014: Live at the Hammer of Doom 2013 (Live-Album, Selbstverlag)
- 2021: Preserved in Time (Album, Cruz del Sur Music)